# Abd al-Karim
Abd al-Karim, Abdelkrim, właśc. Muhammad ibn Abd al-Karim al-Chattabi (ur. 1882 w Adżdir, zm. 6 lutego 1963 w Kairze) – marokański przywódca walk antykolonialnych, prawnik i dziennikarz. Jedyny prezydent Republiki Ar-Rifu.

## Życiorys
Abd al-Karim był wodzem jednego z plemion berberyjskich. Zjednoczył marokańskie plemiona gór Rif w powstaniu (1921–1926) przeciw Hiszpanii, i od 1924 Francji. We wrześniu 1921 roku na terenach płn. części Maroka proklamował powstanie niepodległej Republiki Rifu.
Po upadku powstania został zesłany na wyspę Reunion. W 1947 w czasie przewożenia go do Francji Abd al-Karim uciekł ze statku w porcie Port Said i zbiegł do Kairu, gdzie uzyskał azyl. Do końca swojego życia pozostał w Egipcie. W latach 1948–1956 przewodniczył Komitetowi Wyzwolenia Maghrebu z siedzibą w Kairze.